# Poesiomat (Šumperk)
Poesiomat v Šumperku v okrese Olomouc, je umístěn v centru města severně od náměstí Míru u městských hradeb.

## Historie
Poesiomat vznikl ve spolupráci se Šumperským okrašlovacím spolkem a byl slavnostně odhalen 5. října 2019 při Dnech architektury. Stojí u hradeb nedaleko bluesové lavičky. Lze si na něm vybrat z jedenácti děl, recituje Wolkerovy básně a bluesové texty namluvené šumperskými osobnostmi. Je jediným Poesiomatem zcela bez popisků.
V místě poesiomatu údajně stál dům, ve kterém měl básník Jiří Wolker svou milou.